# Fani Košir
Fani Košir (Frančiška Jožefa Košir, partizansko ime Meta), slovenska publicistka, komunistka, aktivistka in partizanka prvoborka, * 16. april 1911, Novo mesto, † 7. maj 1988, Ljubljana
Najbolj je znana kot dolgoletna glavna in odgovorna urednica revije Naša žena.

### Mladost
Rojena v novomeški meščanski družini očetu Josipu (Jožefu) Koširju, trgovcu s tekstilom in materi Frančiški Košir roj. Medic kot četrta med enajstimi otroki. Najprej se je šolala na učiteljišču šolskih sester v Mariboru, nato je dve leti preživela v Parizu na izpopolnjevanju francoščine ter kot učiteljica službovala v Šentrupertu nad Laškim. Kasneje je študirala na višji pedagoški šoli v Zagrebu. Tik pred začetkom druge svetovne vojne je kot predmetna učiteljica učila v Žalcu, kjer se je spoznala z Zimo Vrščaj, Zorko in Mirkom Peršičem ter dr. Petrom Držajem, ki so že bili povezani s Komunistično partijo, v katero se je včlanila tudi sama.

### Ilegalno delovanje med okupacijo in partizanstvo
Po kapitulaciji Jugoslavije aprila 1941 se je vrnila domov v Novo mesto, na poti pa v Ljubljani preko Borisa Ziherla in Toneta Tomšiča navezala stike s protifašističnim odporom. V Novem mestu, ki ga je zasedal italijanski okupator je bila kot aktivistka Osvobodilne fronte med drugim okrožna blagajničarka, sodelovala je pri ustanavljanju odborov OF, organizaciji ljudskega posojila, razdeljevanju literature, zbiranju orožja, vzdrževanju zveze z Ljubljano, itd. Po nemškem napadu na Sovjetsko zvezo je postala članica lokalnega tričlanskega revolucionarnega komiteja z namestništvom, konec leta 1941 pa je začela organizirati ženske krožke za sodelovanje z OF, ki se je takrat hitro širila.
Za Osvobodilno fronto so, najprej nepovezano in brez vednosti en za drugega, delovali tudi njeni bratje, zato je Koširjeva hiša v Novem mestu sčasoma postala pomembna javka in logistična točka OF. Leta 1942 je delovanje v zasedenem Novem mestu postalo prenevarno, zato so člani družine začeli en za drugim odhajati v partizane. V začetku junija se jim je pridružila tudi Fani. Italijanski okupatorji so posledično zaprli družinsko trgovino, internirali mamo in najmlajšo sestro v koncentracijsko taborišče na otoku Rab, ter kasneje zaplenili družinsko imovino.
Fani, s partizanskim imenom Meta, je kot članica Okrožnega odbora OF in Okrožnega komiteja KPS po navodilih Borisa Kidriča najprej odšla na politično delo v topliško in šmarješko podokrožje, jeseni pa je prevzela vodstvo okrožne partizanske tehnike. Po zboru aktivistov aprila 1943 na Pugledu je odšla v neposredno bližino Novega mesta in od tam vzdrževala zvezo z odporom v mestu vse do kapitulacije Italije. 
Januarja 1944 je bila s skupino aktivistov poslana na Štajersko, pripravljat teren za prihod 14. divizije. Tam je delovala kot članica in pozneje sekretarka pokrajinskega odbora AFŽ. Ustanovila in urejala je list Borbena Slovenka, sodelovala pri političnem in aktivističnem delu na osvobojenem ozemlju Gornjesavinjske doline, kjer so se prirejali mitingi, zborovanja AFŽ, opravljale volitve v Narodnoosvobodilne odbore, itd. Ob koncu leta 1944 in na začetku 1945, ko so na štajerskem potekali hudi boji med partizani in umikajočimi se nemškimi enotami ter njihovimi domačimi podporniki, je bila nenehno na begu pred nemci, dva meseca se je skupaj z ranjenci in nemočnimi skrivala v podzemni partizanski zemljanki. Ker politično delovanje na štajerskem zaradi razmer ni bilo več mogoče, je s partizani odšla, najprej na Koroško, kasneje pa v Belo krajino. Iz enega izmed partizanskih letališč v Beli krajini je bila kot nosečnica skupaj z nekaj partizanskimi ranjenci evakuirana v italijanski Bari. Kapitulacijo Nemčije in osvoboditev je pričakala v mestecu Altamura v bližini Barija, od koder se je preko Splita vrnila v osvobojeno Ljubljano.

### Delovanje v času povojne Jugoslavije
Po koncu vojne, porodu in kratkem bivanju v Novem mestu je v Ljubljani najprej kratek čas delovala kot učiteljica, nato je od leta 1947 urejala revijo Kmečka žena. Leta 1950 je po združitvi z revijo Naša žena prevzela vodstvo te in jo kot glavna in odgovorna urednica vodila 15 let. V tem času je Naša žena od malega lista z enim samim zaposlenim novinarjem (Janez Žagar, slovenski publicist, novinar, predvojni založnik), postala osrednja ženska revija na slovenskem (l. 1952 naklada 16.000 izvodov, l. 1966 - 80.000 izvodov).
Upokojila se je leta 1966 in bila v kasnejših letih aktivna v Svetu republike. Umrla je 7. maja 1988 v Ljubljani. Iz zveze s slovenskim geodetskim inženirjem, komunistom, partizanom, internirancem v Dachau in žrtvijo Diehl-Oswaldovega dachauskega procesa Stanetom Oswaldom ima hčerko, rojeno leta 1945.

## Odlikovanja
- Partizanska spomenica 1941
- Red zaslug za narod z zlato zvezdo (1981)